# Marsha Mason
Marsha Mason (St. Louis, 3 april 1942) is een Amerikaans televisie- en filmactrice. Zij werd voor haar hoofdrollen in Cinderella Liberty (1973), The Goodbye Girl (1977), Chapter Two (1979) en Only When I Laugh (1981) telkens genomineerd voor een Oscar. Zowel Cinderella Liberty als The Goodbye Girl leverden haar daadwerkelijk Golden Globes op.
Mason trouwde in 1965 met Gary Campbell, een kleinschalig acteur. Nadat het huwelijk vijf jaar later strandde, hertrouwde ze in 1973 met toneel- en scriptschrijver Neil Simon. In 1981 eindigde ook deze echtverbinding in een scheiding.

## Filmografie
*Exclusief televisiefilms (tenzij deze een eigen pagina hebben)
- Bereft (2004)
- Bride & Prejudice (2004)
- 2 Days in the Valley (1996)
- Nick of Time (1995)
- I Love Trouble (1994)
- Drop Dead Fred (1991)
- Stella (1990)
- Heartbreak Ridge (1986)
- Surviving (1985, televisiefilm)
- Max Dugan Returns (1983)
- Only When I Laugh (1981)
- Chapter Two (1979)
- Promises in the Dark (1979)
- The Cheap Detective (1978)
- The Goodbye Girl (1977)
- Audrey Rose (1977)
- Cinderella Liberty (1973)
- Blume in Love (1973)
- Beyond the Law (1968)
- Hot Rod Hullabaloo (1966)

## Televisieseries
*Exclusief eenmalige gastrollen
- Grace and Frankie - Arlene (2016-...)
- The Middle - Pat Spence (2010-2017, elf afleveringen)
- Madam Secretary - Kinsey Sherman (2015-2016, twee afleveringen)
- Army Wives - Charlotte Meade (2008, twee afleveringen)
- Frasier - Sherry Dempsey (1997-1998, zes afleveringen)
- Sibs - Nora Ruscio (1991-1992, 22 afleveringen)
- Young Dr. Kildare - Nurse Marsha Lord (1972)
- Love of Life - Judith Cole (1971-1972)
- Where the Heart Is - Laura Blackburn (1971)

- Biblioteca Nacional de España: XX1533904
- Bibliothèque nationale de France: cb140217934 (data)
- Gemeinsame Normdatei: 140583378
- International Standard Name Identifier: 0000 0001 1479 5834
- Library of Congress Control Number: n81106464
- MusicBrainz: e344b2af-c055-4c29-90fc-583322230ab4
- Nationale Bibliotheek van Tsjechië: pna2008444786
- Nationale Bibliotheek van Israël: 987007320461805171
- Nationale Bibliotheek van Polen: a0000002384934
- Nederlandse Thesaurus van Auteursnamen: 073807885
- SNAC: w6012fp8
- Système universitaire de documentation: 197695418
- Virtual International Authority File: 107263613
- WorldCat: E39PBJgxvHgxfBWCBCCjwMm8G3